# Hexatoma (Eriocera) thaiicola
Hexatoma (Eriocera) thaiicola is een tweevleugelige uit de familie steltmuggen (Limoniidae). De soort komt voor in het Oriëntaals gebied.